# Monareczka płowa
Monareczka płowa, monarka płowa (Symposiachrus rubiensis) – gatunek małego ptaka z rodziny monarek (Monarchidae). Występuje w lasach Nowej Gwinei. Rzadko spotykany, ale nie jest zagrożony wyginięciem.

## Taksonomia
Gatunek ten opisał w 1874 roku Adolf Bernhard Meyer, nadając mu nazwę Tchitrea rubiensis. Jako miejsce typowe wskazał Rubi nad Zatoką Cenderawasih (zachodnia Nowa Gwinea). Rodzaj Tchitrea jest obecnie uznawany za synonim Terpsiphone, zaś sam gatunek był przez wiele lat zaliczany do Monarcha. W 2016 IUCN i BirdLife International przeklasyfikowały go do Symposiachrus, a Międzynarodowy Kongres Ornitologiczny poszedł w ich ślady w 2022. Nie wyróżnia się podgatunków.

## Morfologia
Cały pomarańczowo-brązowy, wierzch ciała ciemniejszy z ogonem bardziej rdzawym. Dziób niebiesko-szary, ptak jest szarawy na czubku i tyle głowy. Samiec ma czarne czoło i gardło; przypomina nieco samice kzyzówki rdzawej i kryzówki srokatej, ale nie ma czarnej pokrywy głowy, niebieskiej obwódki wokół oczu i białego brzucha. Samica monareczki płowej jest na ogół bardziej matowa i brązowa niż samiec, zwłaszcza na głowie i twarzy, nie ma czarnego czoła, brody i gardła.
Długość ciała około 18 cm.

## Występowanie
Monareczka płowa zamieszkuje Nową Gwineę, głównie jej północną, południowo-zachodnią i południowo-środkową część. Kraje występowania to Indonezja oraz Papua-Nowa Gwinea. Jest to ptak lasów nizinnych, występujący głównie w ich głębi. Nie migruje. Zasięg występowania obejmuje 670 000 km².

## Ekologia
Dieta gatunku nie została dobrze poznana; wiadomo, że zjada głównie drobne i średniej wielkości bezkręgowce, w tym owady. Gniazda znaleziono w sierpniu; miały formę omszonych miseczek, umieszczonych w rozwidleniu gałęzi młodych drzewek, na wysokości do 3 m nad ziemią. Brak innych informacji o rozrodzie.

## Status zagrożenia
W Czerwonej księdze gatunków zagrożonych Międzynarodowej Unii Ochrony Przyrody (IUCN) gatunek został zaliczony do kategorii LC (ang. Least Concern – najmniejszej troski). Wielkość populacji nie została określona ilościowo, ale ptak ten opisywany jest jako zazwyczaj rzadki. Ze względu na brak dowodów na spadki liczebności bądź istotne zagrożenia dla gatunku BirdLife International uznaje trend liczebności populacji za prawdopodobnie stabilny. Gatunek ten ma bardzo duży zasięg, a zatem nie zbliża się do progu zagrożenia na podstawie kryterium wielkości zasięgu.